# Arba'ah Turim
Arba'ah Turim (do hebraico: ארבעה טורים, "Quatro linhas") abreviado como Tur é o mais importante trabalho sobre a lei dos judeus, composto por Yaakov ben Asher (1270 - c.1340). No Tur, Rabbi segue a lei judaica do texto de Torah e os ditos do Talmud com o Rishonim. Ele utilizou o código como  seu ponto inicio; suas visões são comparadas então àquelas de Maimonides, bem como às tradições de Ashkenazi, contidas na literatura de Tosafist. 
O Tur, ao contrário de Mishneh Torah de Maimonides', não é limitado às posições normativas, mas compara as várias opiniões em algum ponto disputado. (em a maioria de exemplos do debate, o rabbi Jacob segue a opinião de seus pais.) Arba'ah Turim difere também do Mishneh Torah, que trata somente das áreas de lei judaica que são aplicáveis no exílio judeu. O Tur continua tendo um papel importante em Halakha.